# Österrike i Eurovision Song Contest 2015
Österrike var värd och deltog i Eurovision Song Contest 2015 i Wien efter att ha vunnit Eurovision Song Contest 2014 med låten "Rise Like a Phoenix" framförd av Conchita Wurst. Den österrikiska bidraget valdes genom en nationell final som anordnades av det österrikiska tv-bolaget Österreichischer Rundfunk (ORF). Bidraget som representerade landet är The Makemakes som framförde låten "I am Yours".

## Nationell final
Den 28 oktober 2014 meddelade ORF datum och övriga uppgifter om den nationella finalen för att välja Österrikes bidrag till Eurovision Song Contest 2015. Den nationella finalen bestod av fyra deltävlingar som sändes på ORF Eins, värd var Mirjam Weichselbraun. Endast den stora finalen, som ägde rum den 13 mars 2015 i Wien, direktsändes. De tre föregående deltävlingarna sändes den 20 februari, 27 februari och 6 mars 2015.

## Omgång 1
I den första deltävlingen bestämde en expertpanel vilka sex akter från de sexton kandidaterna som skulle gå vidare till nästa fas. 
Bidragen med guld-bakgrund tog sig vidare
| Startnummer | Artist                | Sång                                       |
| ----------- | --------------------- | ------------------------------------------ |
| 1           | The Makemakes         | "Million Euro Smile"                       |
| 2           | Clara Blume           | "Love & Starve"                            |
| 3           | Royal Combo           | "Ram Pam Pam"                              |
| 4           | Dawa                  | "On the Run"                               |
| 5           | Zoe                   | "Adieu"                                    |
| 6           | Renato Unterberg      | "Love"                                     |
| 7           | The Su’sis            | "This and That"                            |
| 8           | Lemo                  | "So leicht"                                |
| 9           | Mizgebonez            | "Murmeltier Fitnesstraining"               |
| 10          | Kathi Kallauch        | "Das Leben ist zu kurz"                    |
| 11          | Folkshilfe            | "Seit a poa Tog"                           |
| 12          | Kommando Elefant      | "Mein Design fürs Leben"                   |
| 13          | Tandem                | "Zeig ihn mir"                             |
| 14          | Celina Ann            | "I Never Loved a Man (The Way I Love You)" |
| 15          | wo/Men                | "Happy"                                    |
| 16          | Johann Sebastian Bass | "Heart of Stone"                           |

## Omgång 2
Den andra deltävlingen sändes den 27 februari 2015 och presenterade de sex återstående artisters egna låtar eller covers av internationella låtar. Alla sex artister fortsatte till den tredje deltävlingen. Man fick dock reda på vilka tre favoriter tittarna hade (bidragen med guld-bakgrund). Jurypanelen som bedömde artisterna bestod av Anna F. (singer-songwriter), Nazar (rappare) och två medlemmar av den tyska bandet The Bosshoss, Alec Völkel och Sascha Vollmer.
| Startnummer | Artist                | Sång                                                                                  |
| ----------- | --------------------- | ------------------------------------------------------------------------------------- |
| 1 och 12    | The Makemakes         | "I Shot the Sheriff" (Bob Marley) och "Blauschkopf"                                   |
| 2 och 7     | Celina Ann            | "Empire State of Mind (Part II) Broken Down" (Alicia Keys) och "Roxanne" (The Police) |
| 3 och 9     | Dawa                  | "Bitter Sweet Symphony" (The Verve) och "Saloon"                                      |
| 4 och 8     | Folkshilfe            | "Schranz 5 (mashup)" och "Loss da helfn"                                              |
| 5 och 11    | Zoe                   | "Something" (The Beatles) och "On My Own" (Samantha Barks)                            |
| 6 och 10    | Johann Sebastian Bass | "Stronger" (Kanye West) och "Marmalade Skies"                                         |

## Omgång 3
Den tredje deltävlingen sändes den 6 mars 2015 och innehöll de sex återstående artisterna. En låt per artist, totalt sex låtar, kvalificerade sig för finalen. Jurypanelel som bedömde artisterna bestod av Anna F. (singer-songwriter), Nazar (rappare) och två medlemmar av den tyska bandet The Bosshoss, Alec Völkel och Sascha Vollmer. Bidragen med guld-bakgrund tog sig vidare.
| Startnummer | Artist                | Sång                   |
| ----------- | --------------------- | ---------------------- |
| 1           | The Makemakes         | "Big Bang"             |
| 2           | Celina Ann            | "When I Fall"          |
| 3           | Dawa                  | "If You Return"        |
| 4           | Folkshilfe            | "Ned au"               |
| 5           | Johann Sebastian Bass | "Monsters"             |
| 6           | Zoe                   | "My Heart Still Beats" |
| 7           | Dawa                  | "Feel Alive"           |
| 8           | Johann Sebastian Bass | "Absolutio"            |
| 9           | Celina Ann            | "Utopia"               |
| 10          | The Makemakes         | "I Am Yours"           |
| 11          | Zoe                   | "Quel filou"           |
| 12          | Folkshilfe            | "Who You Are"          |

## Final
| Startnummer | Artist                | Sång          | Placering |
| ----------- | --------------------- | ------------- | --------- |
| 1           | Folkshilfe            | "Who You Are" | 4         |
| 2           | Zoe                   | "Quel filou"  | 3         |
| 3           | Dawa                  | "Feel Alive"  | 2         |
| 4           | Celina Ann            | "Utopia"      | 6         |
| 5           | Johann Sebastian Bass | "Absolutio"   | 5         |
| 6           | The Makemakes         | "I Am Yours"  | 1         |

## Under Eurovision
Som vinnare av Eurovision Song Contest 2014 och värd för tävlingen 2015, kvalificerade sig Österrike automatiskt till finalen den 23 maj 2015. Utöver sitt deltagande i finalen ska Österrike också sända och rösta i en av de två semifinalerna. Efter semifinaldragningen den 26 januari 2015 bestämdes det att Österrike ska sända och rösta i den första semifinalen den 19 maj 2015. I finalen hamnade Österrike tillsammans med Tyskland sist i finalen med 0 poäng.